# Bahnhof München-Allach
Der Bahnhof München-Allach ist eine Betriebsstelle der Bahnstrecke München–Treuchtlingen. Der Bahnhof liegt im Münchner Stadtbezirk Allach-Untermenzing, nordwestlich des Oertelplatzes.
An ihm hält die Linie S2 der S-Bahn München.
Direkt östlich des Bahnhofs liegt die Lokomotivfabrik München-Allach von Siemens Mobility, ehemals Krauss-Maffei, mit eigenem Gleisanschluss.

## Geschichte

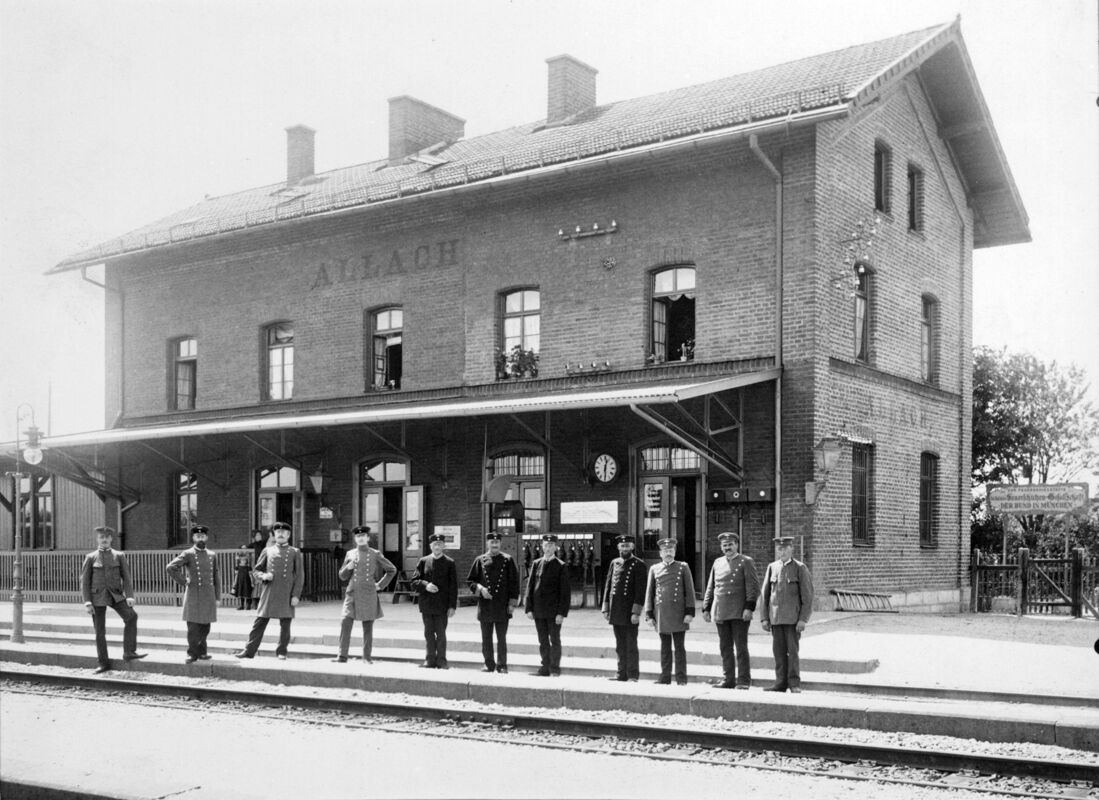
Erstes Empfangsgebäude (um 1900)

Die Königlich Bayerischen Staatseisenbahnen nahmen den Bahnhof Allach am 14. November 1867 im Zuge der Bahnstrecke München–Ingolstadt in Betrieb. Das erste Empfangsgebäude in Allach war ein zweigeschossiger Bau mit Satteldach und Sichtziegelmauerwerk. Der Allacher Bahnhof begünstigte den Austausch zwischen der königlichen Haupt- und Residenzstadt München und den Dörfern im Münchner Westen. Um die Jahrhundertwende und in den 1920er Jahren entwickelten sich die örtlichen Würmbäder mit ihren idyllischen Einkehrmöglichkeiten zu attraktiven Ausflugszielen der Münchner Bevölkerung. Die Bebauung wuchs vom nordöstlich gelegenen Allacher Ortszentrum bis an den Bahnhof heran.
Um 1885 statteten die Königlich Bayerischen Staatseisenbahnen den Bahnhof Allach mit einem mechanischen Kurbelstellwerk der Bauart Krauss aus. Im Zuge des zweigleisigen Ausbaus der Bahnstrecke München–Ingolstadt erweiterten die Bayerischen Staatseisenbahnen den Bahnhof bis 1892. Bei den Erweiterungsarbeiten wurde 1891 ein bedeutendes bajuwarisches Reihengräberfeld mit wertvollen Funden entdeckt.
Nach der Eingemeindung von Allach in die Stadt München benannte die Deutsche Reichsbahn den Bahnhof Allach zum 1. März 1939 in München-Allach um.

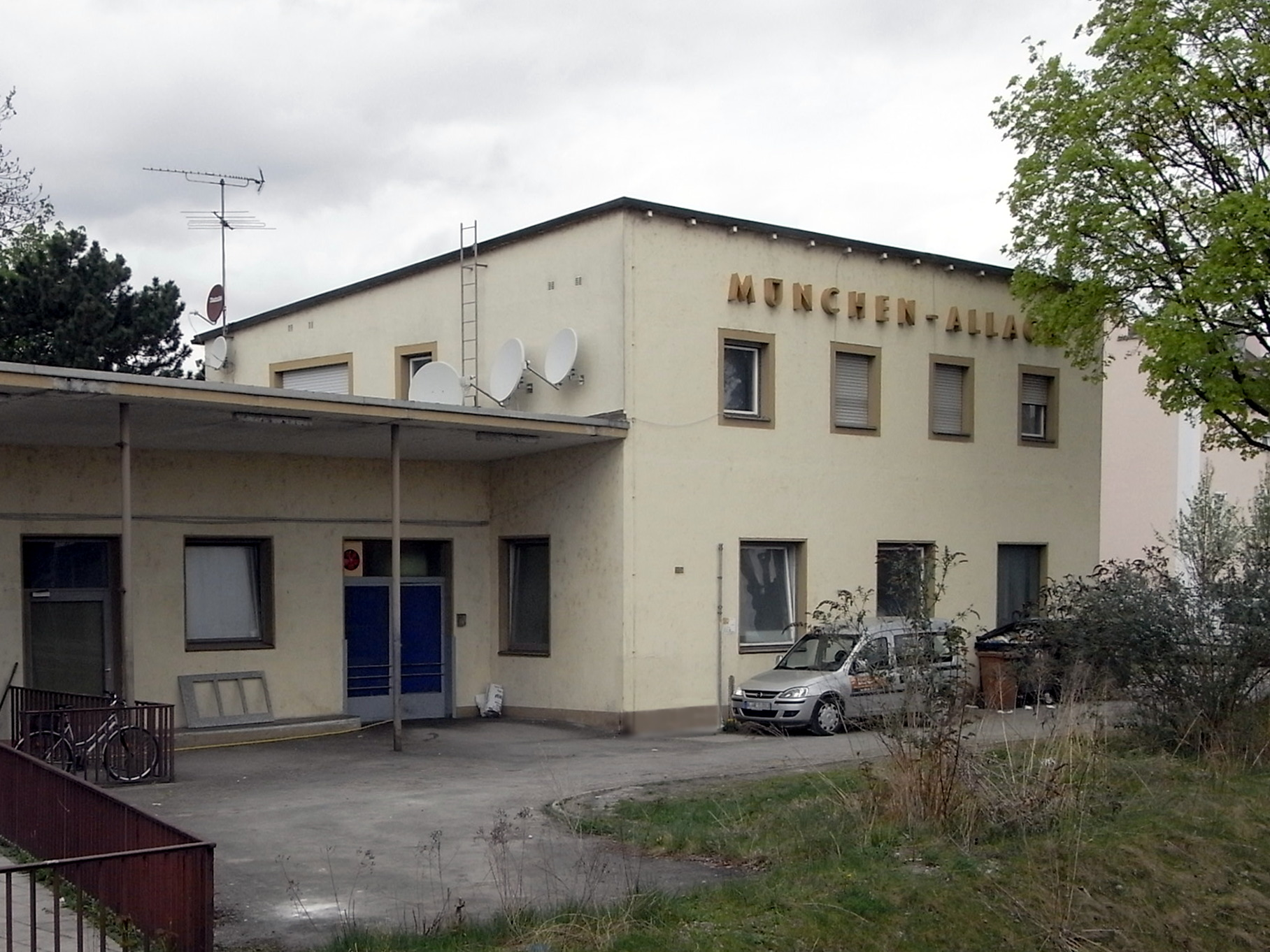
Zweites Empfangsgebäude (2013)

Kurz nach Ende des Zweiten Weltkriegs explodierte am 10. August 1945 ein mit Tellerminen beladener Güterwagen, der im Bahnhof abgestellt war. Bei dem Unfall starben drei Menschen, es gab 22 Verletzte. Das ursprüngliche Empfangsgebäude wurde durch die Explosion zerstört. Der Bahnhof erhielt ein neues zweigeschossiges Empfangsgebäude mit Pultdach, an das südlich ein langgestreckter eingeschossiger Anbau mit Schmetterlingsdach anschloss.
Für den Betrieb der S-Bahn München stattete die Deutsche Bundesbahn den Bahnhof München-Allach mit einem neuen 76 cm hohen Mittelbahnsteig aus. 1971 nahm sie ein neues Spurplandrucktastenstellwerk der Siemens-Bauart SpDr S60 in Betrieb. Mit Aufnahme des S-Bahn-Betriebs am 28. Mai 1972 bediente die Linie S2 den Bahnhof.
Am 7. März 1975 ereignete sich am Bahnübergang der Krauss-Maffei-Straße ein schwerer Unfall, als ein Personenzug mit einem Omnibus aufgrund der offenen Schranken zusammenstieß.
Am 6. Dezember 2004 wurde der Bahnübergang der Krauss-Maffei-Straße, der zur größten Ausdehnung des Bahnhofs neun Gleise kreuzte, geschlossen.
Das aus der Nachkriegszeit stammende Empfangsgebäude wurde um 2015 abgebrochen. Der Allacher Bahnhof ist ein Ort des Kulturgeschichtspfads Allach-Untermenzing.